# Rio Itaúnas
O rio Itaúnas é um curso de água do estado do Espírito Santo, Região Sudeste do Brasil. Nasce na divisa do estado capixaba com Minas Gerais, entre os municípios de Mucurici e Ponto Belo. A jusante percorre 174 quilômetros (km) até sua foz no oceano Atlântico em Conceição da Barra.
Além de Mucurici, Ponto Belo e Conceição da Barra, o rio Itaúnas banha total ou parcialmente os municípios de Montanha, Pinheiros e Pedro Canário. Contudo, sua bacia hidrográfica também abrange São Mateus e Boa Esperança no Espírito Santo, totalizando oito municípios e uma área de 4 428 quilômetros quadrados (km²) nesse estado. Cerca de 10% da área de drenagem ainda se distribui entre os estados de Minas Gerais e da Bahia.
O manancial tem como principais afluentes os rios Preto do Norte, do Sul, Santana e São Domingos; ribeirões Itauninhas e Suzano; e córregos Angelim, Barreado, Dezoito e Dourado. O relevo é acidentado no alto rio Itaúnas, porém nas áreas litorâneas a predominância é de planaltos. A área da bacia foi consideravelmente degradada devido à supressão da Mata Atlântica nativa para ceder espaço a atividades econômicas, sobretudo os plantios de cana-de-açúcar e a monocultura do eucalipto. Além disso, as águas recebem o despejo de esgoto urbano e industrial.
Apesar da degradação ambiental existente, o rio ainda é fundamental para o sustento de comunidades ribeirinhas, principalmente para a pesca. Nos 34 km finais de seu trajeto atravessa o Parque Estadual de Itaúnas, uma área de preservação ambiental que forma uma grande extensão de alagados, dando origem a um manguezal onde coexiste uma rica biodiversidade de plantas e de animais marinhos.

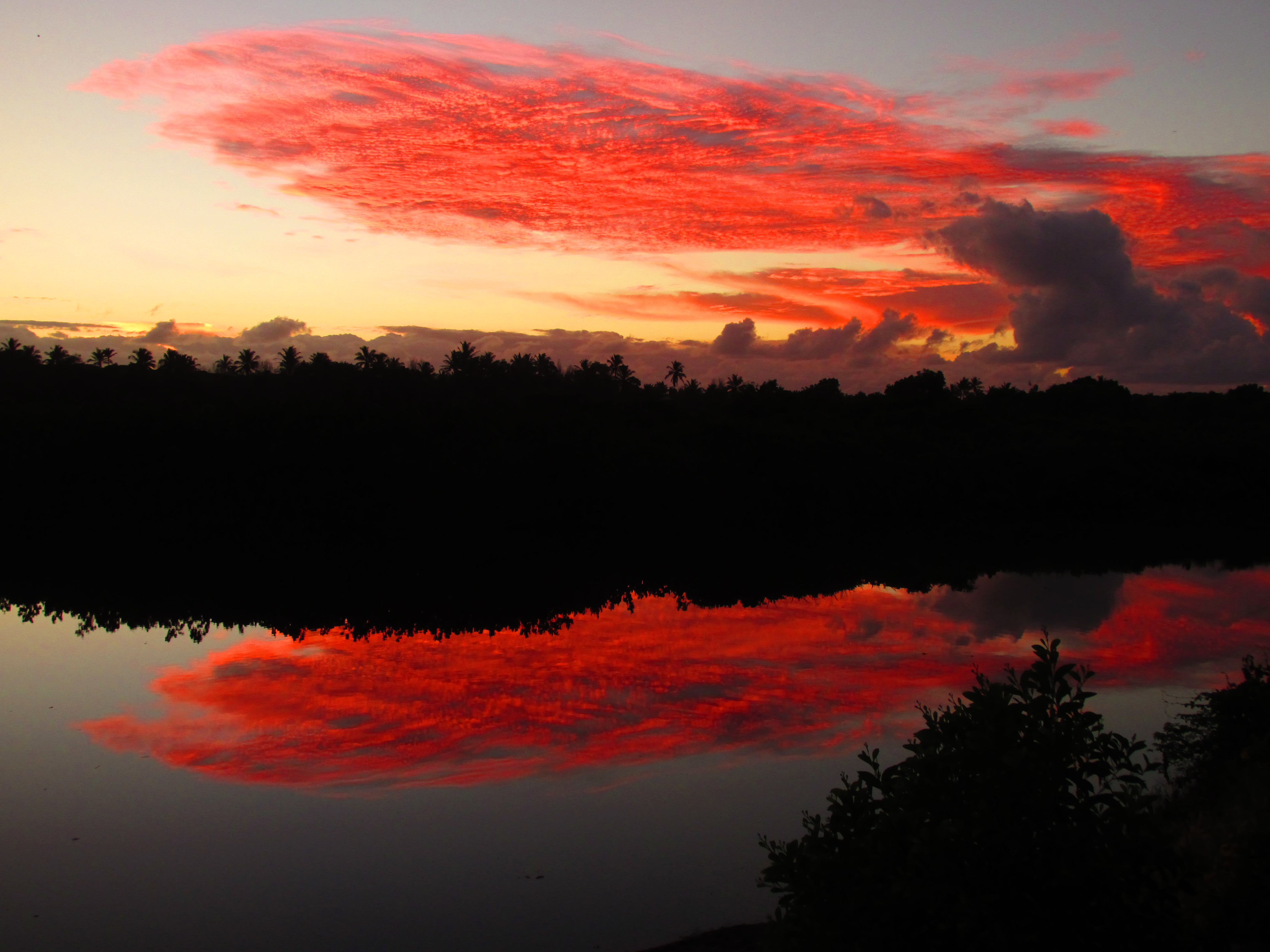
Rio Itaúnas ao amanhecer
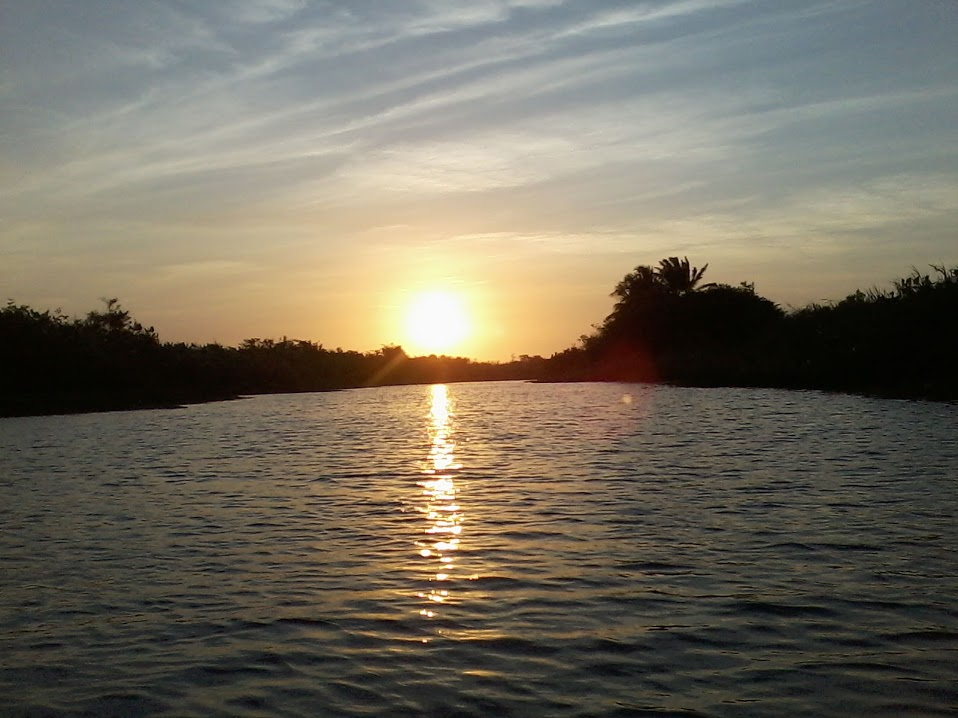
Pôr do sol nas águas do rio
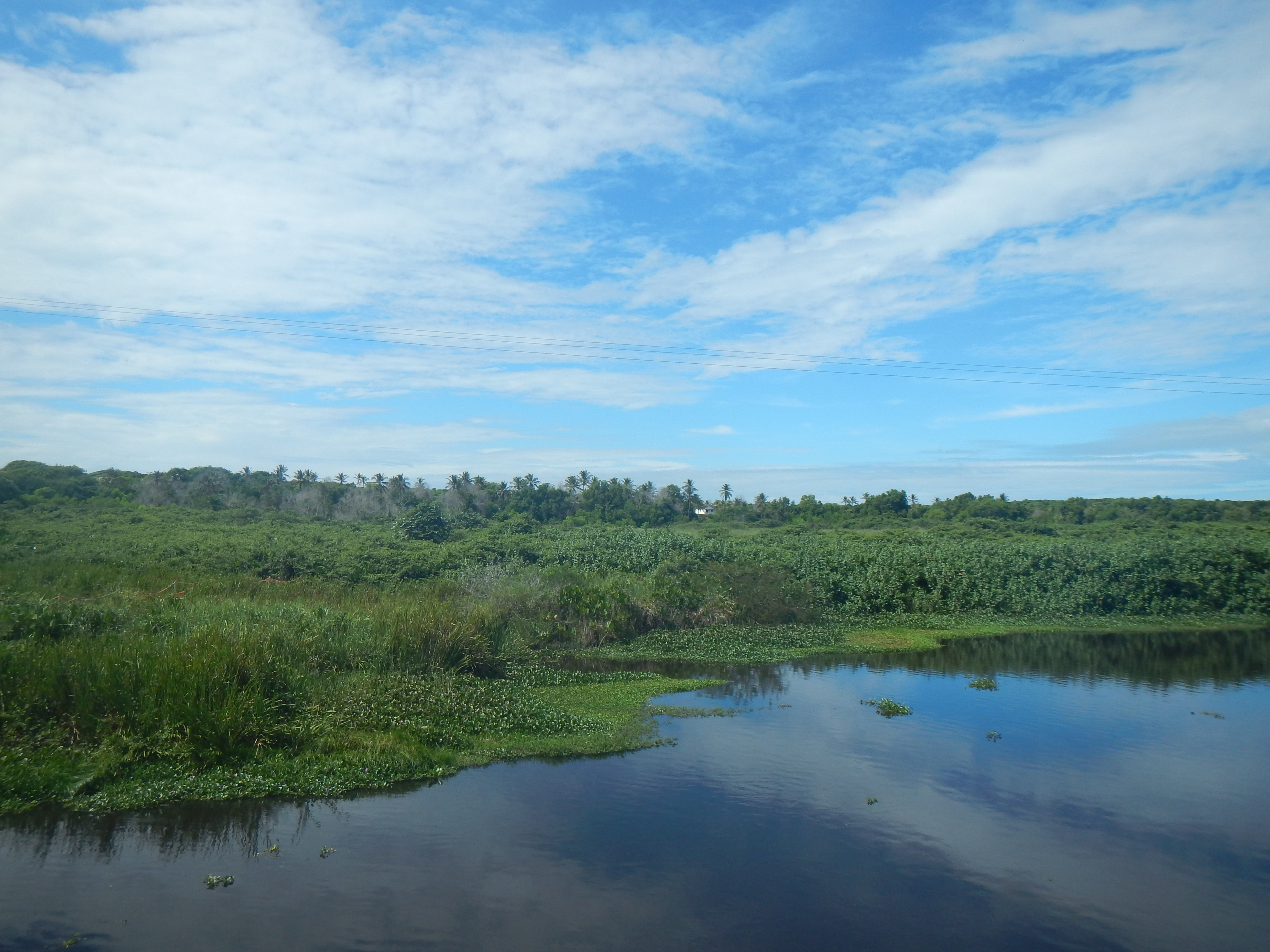
Trecho do rio Itaúnas em Conceição da Barra